# Compañía de Fluido Eléctrico
La Compañía de Fluido Eléctrico, S. A. fue una empresa española dedicada a la generación y distribución de energía eléctrica en Cataluña. Fue fundada en Barcelona en 1920 como cooperativa de consumidores, con la denominación original de Cooperativa de Fluido Eléctrico. En 1965 fue absorbida por Hidroeléctrica de Cataluña.

## Historia
La Cooperativa de Fluido Eléctrico de Barcelona (CFE) fue constituida el 14 de octubre de 1920, como cooperativa mixta de producción y consumo, por un grupo de industriales catalanes, con el objetivo de producir su propia energía eléctrica al margen de las elevadas tarifas de suministro del resto del compañías. El capital inicial fue de 25.300.000 pesetas, repartidas en 50.600 acciones de 500 pesetas de valor nominal. Los socios consumidores fundadores, que formaron el primer consejo de administración, fueron: José Caralt, conde de Caralt, presidente; Joan Puig Marcó, vicepresidente; Joan Bertrand Serra, tesorero; Tomàs Rosés, secretario; Jaime Cussó Maurell, vizconde de Cussó; Luis Sedó; Francisco Rivière; Claudio Arañó; y Santiago Güell, barón de Güell, como vocales. La Cooperativa de Fluido Eléctrico de Barcelona tenía su antecedente directo en la Asociación de Consumidores de Fuerza Motriz Eléctrica de Cataluña, un grupo de presión constituido en febrero de 1918, en el seno de Fomento del Trabajo Nacional, por Eusebio Bertrand y varios industriales contra el incremento de tarifas y las interrupciones del suministro eléctrico de las compañías.
Para poder iniciar sus actividades CFE adquirió dos empresas. Por un lado, el 1 de marzo de 1921 se fusionó con Hidroenergía del Cadí, compañía creada en 1919, que presidía el propio conde de Caralt y cuya alma mater era Juan Pich y Pon. Esta compañía aportó a la CFE todo su activo, que consistía en ocho concesiones hidráulicas, aún sin construir (cuatro en la cuenca del río Cardener, dos en el Segre, una en el Lavansa y otra en Aigua de Valls), además de cuatro yacimientos de lignito (en Arfà, Pla de Sant Tirs y Tost) adquiridos para explotar con centrales a pie de mina. A raíz de esta operación, Cooperativa de Fluido Eléctrico se hizo también con el control de la Sociedad Española de Construcciones Eléctricas (SECE), creada en 1912 por Pich y Poch, que tenía la representación en España de la compañía suiza de material eléctrico Brown, Boveri & Cie. Con estas incorporaciones, el capital inicial se amplió a 32.500.000 pesetas y se formularon diferentes tipos de accionistas, dando también cabida a los pequeños consumidores. Tres años más tarde SECE se desvinculó de CFE, lo que motivó una reorganización de la sociedad que llevó a la presidencia a Salvador Casacuberta.
En 1924 Cooperativa de Fluido Eléctrico dio su primer paso en el mercado eléctrico, al arrendar las instalaciones de Empresas Eléctricas, S.A., lo que le permitió comenzar la distribución de fluido eléctrico en las comarcas gerundenses. No obstante, la construcción de las centrales hidroeléctricas proyectadas en las concesiones de Hidroenergía del Cadí no pudo llevarse a cabo, debido a las dificultades técnicas que entrañaban los proyectos y a la falta de crédito bancario para financiar las obras. Los socios consumidores de CFE optaron finalmente por la construcción de una central térmica en Adrall, que aprovechase los lignitos de las minas cercanas. Problemas económicos retrasaron también esta obra, hasta que el 15 de diciembre de 1926 se firmó un convenio para dar entrada en la sociedad a la suiza Motor-Colombus, Société Anonyme d'Entreprises Electriques. El 27 de diciembre de ese año CFE cambió sus estatutos para adoptar la forma jurídica de sociedad anónima; se amplió el capital hasta 50.000.000 pesetas y se modificó la estructura de las acciones adoptada en 1921.
El apoyo tecnológico de Motor-Columbus permitió activar las obras de la central de Adrall, que finalmente fue puesta en marcha en 1927. La producción eléctrica se hizo llegar a Barcelona con una línea de 110.000 V entre la central de Adrall y la estación transformadora de Sant Andreu. Aunque CFE había logrado su objetivo de iniciarse en la generación eléctrica, el volumen de producción de la central de Adrall nunca alcanzó las expectativas de la compañía, debido a la baja calidad del carbón de las minas de la zona.
En junio de 1928 CFE llegó a un trascendental acuerdo con Catalana de Gas y Electricidad para arrendar su patrimonio eléctrico, con las concesiones sobre embalses en el Pirineo, a cambio del pago de una cantidad anual en concepto de beneficio industrial. El alquiler incluía una importante central térmica en San Adrián de Besós, cuya potencia CFE aumentó en 20.500 CV, convirtiéndola en la mayor de Cataluña. El consejo de administración quedó formado por Claudió Arañó, presidente; Santiago Güell y Tomás Rosés, vicepresidentes; Jesús Batlló, tesorero; Luis Recolons, vicetesorero; José M. Domínguez, contador; Alfonso Amat, vicecontador; Roberto Robert, conde de Torroella de Montgrí; Ignacio de Caralt, conde de Caralt; Joaquín Sanchiz, marqués de Pescara; Fernando Rivière de Caralt; Alfredo Viñas; Ramón Pella; Manuel Lozoya; José Roure; Oscar Busch; Ernesto Carpi; Jean Ehrensperger; Eugène Maëder; Max Muller y Albert W. Raymond, como vocales.
En 1932 finalizó la relación con Motor-Columbus, lo que provocó una reorganización de la sociedad. Ese año CFE ya era la quinta empresa eléctrica de España, y segunda de Cataluña, en volumen de producción, con 98.836 MW anuales. En 1934 contaba con más de 72.000 abonados. En 1935 se puso en marcha la central de Escaldes, de Fuerzas Hidroeléctricas de Andorra (FHASA), que acordó vender a CFE sus excedentes de producción. En 1942 debido a la entrada en vigor de la Ley de Cooperativas, la sociedad tuvo que cambiar su denominación a Compañía de Fluido Eléctrico S.A. 
Desde el final de la Guerra Civil Española, Catalana de Gas y Electricidad había ido ampliando su presencia en la CFE, hasta hacerse con su control. En 1946 «la Catalana» impulsó la creación de la Hidroeléctrica de Cataluña (HECSA), compañía a la que aportó sus activos eléctricos, incluyendo las acciones de la CFE. En 1948 inauguró la central hidroeléctrica de Congosto Argoné, construida a partir de una de las concesiones de Catalana de Gas y Electricidad en el río Ésera. La Compañía de Fluido Eléctrico se mantuvo como filial de HECSA hasta 1965, cuando fue absorbida por la matriz, que se subrogó en el contrato de arrendamiento del patrimonio eléctrico de Catalana de Gas y Electricidad.